# テルヨシ・ファースト 抱きしめあう愛
『テルヨシ・ファースト 抱きしめあう愛』は、1973年12月21日に発売された、葵テルヨシのオリジナルアルバムである。品番:MM-2509

## 解説
葵のオリジナルアルバムは本作のみである。
2022年3月時点、未CD化。

## 収録曲
- SIDE A

1. 抱きしめあう愛
作詞：山上路夫／作曲：筒美京平／編曲：高田弘 ※2ndシングル
2. 愛がこわい
作詞：千家和也／作曲：筒美京平／編曲：高田弘 ※後に3rdシングルB面収録
3. ブルージンと皮ジャンパー
訳詞：三田恭次／作曲：Salvatore Adamo／編曲：高田弘
※原曲歌唱：サルヴァトール・アダモ
4. ハートはもらった
作詞：山上路夫／作曲・編曲：筒美京平 ※1stシングルのB面
5. 君がまぶしい
作詞：山上路夫／作曲・編曲：筒美京平
6. 恋は鳩のように
訳詞：増永直子／作曲：G.Savio / G.Bigazzi／編曲：高田弘
※原曲歌唱：ジャンニ・ナザーロ

- SIDE B

1. かんじる10代
作詞：山上路夫／作曲・編曲：筒美京平 ※デビューシングル
2. 哀愁通り
作詞：山上路夫／作曲：筒美京平／編曲：高田弘
3. さよならのメロディー
作詞：山上路夫／作曲：筒美京平／編曲：高田弘
4. 気になるあの娘
作詞：千家和也／作曲・編曲：筒美京平
5. 家に帰ろう
作詞：山上路夫／作曲：筒美京平／編曲：高田弘 ※2ndシングルB面
6. マイ・ウェイ
訳詞：中島潤／作曲：C.Francois / J.Revaux／編曲：高田弘
※原曲歌唱：フランク・シナトラ